# Prušánka
Prušánka är ett vattendrag i Tjeckien.   Det ligger i regionen Södra Mähren, i den sydöstra delen av landet, 240 km sydost om huvudstaden Prag.